# 甘肃安西极旱荒漠国家级自然保护区
甘肃安西极旱荒漠国家级自然保护区位于甘肃省河西走廊西端的瓜州县境内，面积为80万公顷。分南北两片，北片为极干旱荒漠区，南片为典型荒漠区。1992年成为国家级保护区。
安西极旱荒漠国家级自然保护区已进行过三次科学考察。1988–1989年进行了首次科考，2002–2003年开展了二期科考，2012–2013年开展了三期科考。三次科考均由兰州大学生命科学学院调查完成。

## 自然状况
保护区年平均日照时数达3,088小时，年平均气温8.74℃，干燥度为11.7，属极干旱区。年平均降水量50.87毫米，年蒸发量为2,381.32毫米，年平均风速2.84m/s。保护区有疏勒河和榆林河流过。
安西属于温带与暖温带的过渡带，极旱荒漠、典型荒漠、草原化荒漠都有一定面积的分布。